# Episodi di The Collector (seconda stagione)
La seconda stagione della serie televisiva The Collector, composta da 13 episodi, è stata trasmessa per la prima volta in Canada sul canale Citytv dal 9 gennaio al 3 aprile 2005.

| n° | Titolo originale     | Titolo italiano            | Prima TV Canada  | Prima TV Italia |
| -- | -------------------- | -------------------------- | ---------------- | --------------- |
| 1  | The Cow-boy          | Cowboy                     | 9 gennaio 2005   |                 |
| 2  | The UFOlogist        | L'ufologo                  | 16 gennaio 2005  |                 |
| 3  | The Dreamer          | L'acchiappasogni           | 23 gennaio 2005  |                 |
| 4  | The Pharmacist       | Un dilemma diabolico       | 30 gennaio 2005  |                 |
| 5  | The Tattoo Artist    | Amnesia                    | 6 febbraio 2005  |                 |
| 6  | The Comic            | Il comico                  | 13 febbraio 2005 |                 |
| 7  | The Campaign Manager | Il potere dietro il potere | 20 febbraio 2005 |                 |
| 8  | The Mother           | Una mamma perfetta         | 27 febbraio 2005 |                 |
| 9  | The Tour Guide       | Morte apparente            | 6 marzo 2005     |                 |
| 10 | The Superhero        | Identità segreta           | 13 marzo 2005    |                 |
| 11 | The Ripper           | Lo squartatore             | 20 marzo 2005    |                 |
| 12 | The Historian        | Mathausem 1945             | 27 marzo 2005    |                 |
| 13 | Beginnings           | L'inizio dell'immortalità  | 3 aprile 2005    |                 |

## Cowboy
- Titolo originale: The Cow-boy
- Diretto da: Larry Sugar
- Scritto da: Rick Drew

### Trama
Il cliente di Morgan è un affarista che si è arricchito a danno dei suoi clienti. Morgan va a trovare la sua famiglia (una donna amareggiata e i due figli sbandati), ma loro credono che l'uomo sia scappato in un paradiso tropicale con i soldi delle truffe. Morgan scopre che l'uomo si trova nella sua personale versione del paradiso: un paesino del far-west nel 1847, dove l'uomo è lo sceriffo. Tra saloon e pistoleri il countdown per la redenzione scadrà proprio a mezzogiorno. Maya, dopo un'overdose si risveglia con un altro corpo e un altro viso, ma sembra essere la sola ad accorgersene.

## L'ufologo
- Titolo originale: The UFOlogist
- Diretto da: Bruce McDonald
- Scritto da: Catherine Girczyc

### Trama
Il cliente di Morgan è l'appassionato di ufologia Bruce, l'uomo è entusiasta dell'arrivo di Morgan, perché crede che il patto stipulato sia stato in realtà un contatto alieno e scaduti i due giorni potrà andare su un altro pianeta. Morgan per cercare di aiutarlo arriva ad ingannarlo, fingendosi un alieno, ma ne ricava invece un'esperienza come cavia da laboratorio. Bruce deve tenere una conferenza ad un'importante convention di ufologia e Morgan lo accompagna, ma deve fare i conti con Jeri e con Maya, la prima deve scrivere un articolo sulla convention, ma adocchiato Morgan non gli dà pace, mentre la seconda lo ha seguito.

Morgan liquida Jeri in fretta che ripiega su Bruce e lui le chiede di seguirlo. L'uomo la conduce in una stanza appartata e le confida che Morgan è un alieno, provocando l'ira della donna che esce dalla stanza. Nel frattempo Morgan convince la capoufficio di Bruce che lo ama in silenzio da anni a dichiararsi, ma viene interrotta da Maya. La ragazza, ancora arrabbiata con Morgan per il serio litigio avvenuto nell'episodio Un'altra esattrice, prende da parte la capoufficio e le parla, consigliandole di lasciar perdere Bruce e piangendo, le due sfogano tutto il loro risentimento sugli uomini. 

A questo punto il collector prova a convincere Bruce ad andare dalla sua capoufficio, ma questo si rifiuta, dicendo che ormai non l'ama più. Allora Morgan va dalla capoufficio, dicendole che Bruce le vuole parlare, ma la donna, adirata, manda il collector all'inferno. Ormai mancano pochi secondi alla scadenza del patto; Bruce che è fuori in strada alza lo sguardo e vede nel cielo un disco volante che lo inonda con la sua luce. Sorridendo felice, l'uomo si prepara ad ascendere fra gli alieni. Il diavolo però, al suo fianco sotto le sembianze di una ragazza, dissolve l'illusione e mostra a Bruce il portale dell'inferno che risucchia l'anima dell'uomo, uccidendolo.

## L'acchiappasogni
- Titolo originale: The Dreamer
- Diretto da: Michael Robison
- Scritto da: Jeanne Heal

### Trama
Una nativa americana ha abbandonato dieci anni prima la riserva per vivere in città. La ragazza era tormentata da un demone che si infiltrava anche nei suoi sogni, così stipulò il patto per liberarsene. Morgan accompagna la ragazza alla riserva, dove i due scoprono che la tribù è quasi disgregata: molti hanno abbandonato la riserva, inoltre una strana malattia, o forse una maledizione, impedisce alle donne di portare a termine la gravidanza. Le antiche leggende vengono in aiuto di Morgan e della donna, ma non sarà facile. Inoltre Maya ha ricominciato a drogarsi e Morgan la trova svenuta; non potendo lasciarla da sola, la porta con sé alla riserva per accudirla.

## Un dilemma diabolico
- Titolo originale: The Pharmacist
- Diretto da: Bruce McDonald
- Scritto da: Stacey Kaser

### Trama
Una farmacista malata di un grave cancro ai polmoni chiese al diavolo di poter guarire, ricevendo in cambio una boccia di farmaco galenico miracoloso. La donna negli anni ha curato con discrezione (contravvenendo alla regola di riservatezza del patto, sarebbe andata all'inferno prima dei dieci anni) moltissimi malati. La donna crede di meritare la redenzione perché ha aiutato altre persone, ma Morgan sa che non è abbastanza per eludere il patto e decide di analizzare la polvere miracolosa, scoprendo che non ha poteri curativi. Per non correre rischi Morgan ordina alla farmacista di non dare la polvere a nessuno.

Nel frattempo Gabe si ammala e sua madre Jeri chiama un medico che una volta arrivato, cura il piccolo.

Per distrarre il suo emissario, il diavolo, sotto le sembianze del medico, mette un balordo sulle tracce di Morgan. L'uomo crede che Morgan abbia ucciso il suo migliore amico vent'anni prima e per questo vuole vendicarsi, ma in realtà l'amico era un semplice cliente che era stato prelevato da Morgan alla scadenza del suo patto. Quando l'uomo si ritrova faccia a faccia con Morgan, gli punta addosso una pistola per ucciderlo, ma il collector è più veloce e sottrae la pistola al balordo, uccidendolo. 

La scena destabilizza molto la farmacista che non si fida più di Morgan e dopo un diverbio i due si allontanano. Il giorno dopo la donna si reca al lavoro, dona un po' di polvere miracolosa a una giovane madre malata di cancro con una figlia piccola e, solo dopo molte riserve, si riconcilia con Morgan, accettando di nuovo il suo aiuto. Subito dopo, parlando con una cliente curata in passato, la farmacista e Morgan scoprono che tutti i pazienti curati col farmaco miracoloso hanno in seguito perso un loro caro a causa del cancro. 

I due intuiscono così la sconvolgente verità: la polvere non cura il cancro, ma lo trasferisce alla prima persona a cui si stringe la mano. Temendo che la giovane madre possa passare la malattia alla figlia, Morgan e la farmacista la rintracciano velocemente: in un gesto impulsivo Morgan stringe la mano della madre prima che sfiori quella della figlia, ma così facendo contrae il cancro.

La farmacista porta Morgan nel suo appartamento che ormai, in preda ad atroci sofferenze, si accascia sul letto. Poco dopo la donna riceve la visita del diavolo. A sorpresa il diavolo le dice che è redenta e quando questa chiede spiegazioni lui le dice che il patto non aveva danneggiato i morti a causa del cancro, ma il cancro stesso. Dato che però Morgan è immortale, il suo cancro durerà per sempre e questo ha rimediato ai danni del suo accordo. Affranta, la donna dice di non meritare la redenzione, ma il diavolo non l'ascolta e se ne va. 

Dopo diverse ore la farmacista prende una decisione difficile: stringe la mano di Morgan, contraendo la malattia e morendo poco dopo.

## Amnesia
- Titolo originale: The Tattoo Artist
- Diretto da: Michael Robison
- Scritto da: Jon Cooksey e Ali Marie Matheson

### Trama
Il cliente di Morgan è un eccellente tatuatore che ha fatto un patto così insolito da rendere difficile anche trovare il modo di redimersi. L'uomo ha chiesto di poter dimenticare le sue malefatte e farle dimenticare agli altri. Morgan prova a ricostruire i crimini dell'uomo (che era stato un ladro e un marito violento) ma l'uomo è così sconvolto da ciò che scopre da non desiderare più la redenzione.

## Il comico
- Titolo originale: The Comic
- Diretto da: Holly Dale
- Scritto da: Richard Side e Gary Jones

### Trama
Un comico, noto per le battute caustiche e il disprezzo verso il prossimo, sta per fare il salto di qualità con uno show tutto suo in tv. La prima puntata si terrà in diretta dallo "Yuk Yuk club", dove l'uomo ha esordito dieci anni prima. L'uomo sostiene di essere stato imbrogliato dal diavolo: aveva solo un po' di fifa da palcoscenico, ma era sempre stato un bravo comico. Morgan convince l'uomo a modificare i contenuti dello show (visto che ha reso divertenti il cinismo e l'umiliazione altrui) sperando che abbia effetti sulla redenzione. Appena prima dello spettacolo i due incontrano una persona che è stata danneggiata dal patto: l'attuale gestore dello "Yuk Yuk club", che un tempo si esibiva lì e il comico lo conosceva bene. L'uomo si era ritirato non sentendosi più all'altezza, accontentandosi di esibirsi saltuariamente e lavorare nel locale che entrambi amavano tanto. Il comico, salito sul palco, dovrà scoprire da solo la strada della redenzione, sempre se questa esiste.

## Il potere dietro il potere
- Titolo originale: The Campaign Manager
- Diretto da: Anthony Atkins
- Scritto da: Frank Borg

### Trama
È tempo di elezioni a Vancouver e il candidato Terry ha tutto quello che ci vuole: bello, carismatico, con il passato giusto. Ottiene larghi consensi nonostante la sua campagna si basi sui tagli alle politiche sociali (il suo slogan è che poveri e senzatetto devono farcela da soli). In realtà chi ha stretto il patto è Rita, l'organizzatrice della campagna, una donna fredda e calcolatrice che usa Terry per portare avanti le proprie idee. Scavando nel passato della donna Morgan è ancora più confuso: la donna è figlia di una tossicodipendente morta di overdose ed è stata in passato una senzatetto. Maya intanto per dimenticare Morgan entra nel comitato della campagna elettorale e instaura una relazione con Terry. Il passato di Maya danneggia politicamente il candidato, ma inaspettatamente l'uomo non vuole rinunciare a lei. Mentre scorrono le ore la coscienza di Terry si risveglia, aiutato dalla sua avversaria per il seggio che ricorda a Terry il suo passato di assistente sociale sempre in prima linea. La cliente di Morgan non è affatto interessata alla redenzione, ma chiede al diavolo di stipulare un nuovo accordo: con la sua abilità e conoscenze può essere un'ottima procacciatrice di patti. Il diavolo però rilancia la posta: se la donna si impegnerà a distruggere ciò che c'è di buono (sanità, istruzione, rispetto del prossimo, etc) tirando i fili come ha fatto con Terry, lui la lascerà vivere. Rita, però, rifiuta sia l'offerta del diavolo, sia l'aiuto di Morgan e si reca sul tetto di un palazzo per sparare a Terry. Morgan la raggiunge sul tetto e cerca di fermarla, ma inutilmente, in quanto la donna afferra il suo fucile e riesce a colpire Terry, in strada e impegnato a rispondere ai giornalisti, uccidendolo e perdendo la sua anima.

## Una mamma perfetta
- Titolo originale: The Mother
- Diretto da: Holly Dale
- Scritto da: Jon Cooksey e Ali Marie Matheson

### Trama
La cliente di Morgan è Caroline, una madre single con un figlio di dieci anni. La donna, dopo aver ferito gravemente il figlio durante una crisi, chiese una seconda occasione per essere la madre perfetta. Nel suo passato una lunga storia di abusi in famiglia. 

Caroline non desidera la redenzione perché ha un ottimo rapporto con suo figlio e ha trovato un compagno amorevole a cui affidare il bambino alla scadenza del patto. 
Morgan, però, le fa notare che tutto il suo mondo perfetto è in realtà frutto del patto e sarà destinato a sgretolarsi a breve. La donna, infatti, viene lasciata dal compagno e ben presto perde l'intesa col figlio, cominciando ad avere scatti d'ira nei suoi confronti: temendo di fargli del male, chiede l'aiuto di Morgan non per la redenzione bensì per trovare qualcuno a cui affidare il figlio.

Morgan cerca di aiutarla e spinge Caroline a incontrare la propria madre, donna prepotente e severa, per riconciliarsi con lei. Dopo un breve colloquio però, la donna accoltella sua madre, dicendo di averla uccisa a malincuore per evitare che avesse la custodia del suo bambino. 

Poco dopo in casa sua, Caroline (disperata e in preda a una crisi isterica) chiede a Morgan di mandarla all'inferno prima della scadenza del patto, ma l'uomo, mentendo, dice di non avere questo potere. Furibonda, la donna esce di casa dove incontra Jeri che l'aveva seguita. Jeri costringe Caroline a fermarsi e le dice che Morgan è un assassino, ma Caroline le risponde di aver fatto un patto col diavolo e che Morgan è l'esattore della sua anima. A queste parole si apre all'istante un portale per l'inferno che risucchia le anime delle due donne.

## Morte apparente
- Titolo originale: The Tour Guide
- Diretto da: J.B. Sugar
- Scritto da: Jon Cooksey e Ali Marie Matheson

### Trama
Morgan ha non poche difficoltà a rintracciare la sua cliente: infatti la donna è stata uccisa dieci anni prima in modo efferato, mentre tornava a casa in compagnia di un'amica. Il luogo del delitto è diventato la tappa principale di un tour cittadino sui delitti di Vancouver. Morgan trova la cliente nella guida turistica del tour: la donna ha avuto dal diavolo una nuova identità per poter continuare a vivere. Le indagini di Morgan però portano l'assassino a colpire di nuovo.

## Identità segreta
- Titolo originale: The Superhero
- Diretto da: Michael Robison
- Scritto da: Christina Ray

### Trama
Un giovane impiegato appassionato di fumetti vende l'anima al diavolo dieci anni prima per diventare un supereroe, ma la frustrazione di aver peggiorato solo le cose ogni volta che è intervenuto, lo spinge ad abbandonare le sue buone intenzioni. Morgan cerca di aiutarlo, spingendolo a reagire e i due indagando, scoprono che tutte le persone che l'impiegato ha cercato di salvare erano legate a una pericolosa banda di trafficanti d'armi.

## Lo squartatore
- Titolo originale: The Ripper
- Diretto da: Larry Sugar
- Scritto da: Jon Cooksey e Ali Marie Matheson

### Trama
Morgan viene spedito nella Londra vittoriana per trovare il suo cliente: il famoso Jack lo squartatore, ma il diavolo non dice a Morgan chi sia, dovrà scoprirlo da sé. Morgan si concentra su un pittore dato che tutte le vittime erano sue modelle, e sull'ispettore incaricato delle indagini, che gli è ostile. Viene aiutato nelle ricerche da una prostituta amica di una delle vittime. Ma come al solito niente è come sembra.

## Mathausem 1945
- Titolo originale: The Historian
- Diretto da: J.B. Sugar
- Scritto da: Jon Cooksey e Ali Marie Matheson

### Trama
Rebecca Friedman è una docente di storia germanica, figlia di un uomo sopravvissuto ai campi di sterminio. La donna ha appena pubblicato un libro sull'olocausto che ha avuto grande successo, ma ha suscitato un polverone: diverse persone hanno riconosciuto nella foto del padre della donna non un compagno di prigionia, bensì un ufficiale nazista. Morgan cerca la donna, ma per trovarla dovrà tornare nel 1945 nella Germania nazista. Rebecca, infatti, ha passato lì dieci anni della sua vita come prigioniera, passando da un campo all'altro nella speranza di trovare il padre per scagionarlo.

 La donna lavora come schiava funzionaria del campo addetta a requisire i documenti degli ultimi arrivati e si meraviglia quando guarda un documento con le generalità di suo padre, ma quando alza lo sguardo, l'uomo che glielo porge non corrisponde a lui.

Nel frattempo Morgan si finge una SS e rintraccia la donna, salvandola da una selezione alla camera a gas. I due spiando il direttore del campo, scoprono che questo ha ricevuto in segreto un ufficiale nazista. Si tratta del padre di Rebecca. La donna, furiosa, sottrae la pistola a Morgan e la punta contro suo padre, chiedendo spiegazioni. A questo punto compare il diavolo sotto le sembianze del medico del lager che spiega a Rebecca la situazione: per tornare a casa e redimersi la donna deve perdonare suo padre. Per rincarare la dose, il diavolo dice a Rebecca che il padre oltre a essere stato un nazista, ha ucciso anche sua madre a calci e pugni.

A nulla valgono le parole di Morgan e la donna piuttosto che andare all'inferno o perdonare suo padre, sceglie di sparargli, uccidendolo e smettendo di esistere. Morgan, privo di memoria per ciò che è accaduto, si ritrova ai giorni nostri e a Vancouver dove chiede di Rebecca Friedman al museo di Storia, ma questi negano la sua esistenza.

## L'inizio dell'immortalità
- Titolo originale: Beginnings
- Diretto da: J.B. Sugar
- Scritto da: Jon Cooksey e Ali Marie Matheson

### Trama
Il finale di stagione è incentrato sul passato di Morgan, nella prima parte viene mostrata la vita dei due innamorati dopo il patto: Morgan e Katrina hanno girovagato per l'Europa nei dieci anni di vita insieme. Katrina e Morgan si recano anche in visita al fratello di Katrina, un soldato crociato a cui è stata affidata la sicurezza di una cittadella. L'uomo è molto protettivo con Katrina e non sopporta Morgan, giudicandolo un debole. Così lo istruisce nell'arte del combattimento e i due hanno molte discussioni su cosa significhi servire Dio. Inoltre Morgan mantiene una promessa fatta molto tempo prima a Katrina. 

Nella seconda parte, subito dopo la morte di Katrina, Morgan deve fare i conti con il suo primo cliente, un mercante dissoluto che aveva chiesto dieci anni di divertimenti, dopo la morte dell'amata moglie. Morgan ritiene che l'uomo non abbia commesso gravi peccati, e non merita l'inferno, ma l'uomo riserva molte sorprese e l'apprendistato di Morgan ha così inizio.